# Dmitrij Meschiev
Dmitrij Meschiev (Leningrado, 31 ottobre 1963) è un regista russo.

## Filmografia parziale

### Regista
- Ciniki (1991)
- Nad tёmnoj vodoj (1992)
- Amerikanka (1997)
- Ženskaja sobstvennost' (1999)
- Mechaničeskaja sjuita (2001)
- Batal'on" (2015)